# Lagothrix
Lagothrix (Humboldt, 1812) è un genere di primati platirrine appartenenti alla famiglia degli Atelidae, comprendente quelle che vengono comunemente dette scimmie lanose o lagotrici.

Assieme ai generi Ateles, Brachyteles ed Oreonax (fino a tempi recenti incluso in Lagothrix) va a costituire la sottofamiglia delle Atelinae.
Questi animali sono diffusi nelle foreste pluviali dell'America meridionale: rispetto alle scimmie ragno, sono più robuste ed hanno zampe meno lunghe, ma sono più piccole ed agili delle scimmie urlatrici.
Misurano attorno al metro e venti di lunghezza, per un peso massimo che si aggira attorno ai 10 kg, anche se in cattività possono diventare molto più pesanti.

Devono il nome alla pelliccia folta e lanosa che ricopre il corpo. I colori del pelo sono generalmente scuri e vanno dal rossiccio al bruno al grigio. Le sopracciglia sono molto prominenti

La coda è lunga e prensile: l'animale la utilizza come quinto arto per muoversi fra le cime degli alberi, oppure la avvolge saldamente attorno a qualche ramo mentre utilizza i quattro arti per raggiungere i frutti più lontani.
Vivono in gruppi e si nutrono prevalentemente di frutta e materiale vegetale, anche se possono essere osservate nutrirsi di piccoli vertebrati.

## Tassonomia
Un tempo, il genere comprendeva unicamente le due specie Lagothrix flavicauda e Lagothrix lagotricha, quest'ultima con tre sottospecie (cana, lugens e poeppigii). In seguito, la specie L. flavicauda fu spostata al genere appositamente creato Oreonax, mentre le tre sottospecie di L. lagotricha furono elevate al rango di specie a sé stanti.
Famiglia Atelidae
- Sottofamiglia Atelinae
  - Genere Lagothrix
    - Lagothrix cana - scimmia lanosa grigia
    - Lagothrix lagotricha - scimmia lanosa bruna
    - Lagothrix lugens - scimmia lanosa colombiana
    - Lagothrix poeppigii - scimmia lanosa argentata